# Catalunya en Comú-Podem
Catalunya en Comú-Podem (CatComú-Podem; in spagnolo) è una lista elettorale di sinistra in Catalogna formata da Catalunya en Comú e Podemos per partecipare alle elezioni regionali catalane del 2017. Successore della coalizione Catalunya Sí que es Pot, la sua candidatura è guidata da Xavier Domènech, e ha ottenuto 8 seggi, diventati poi 7 a causa della successiva defezione di un membro della formazione. È la sola forza politica a non aver preso una netta posizione sull'indipendentismo catalano.